# Ivan Vasilyevich Panfilov
Ivan Vasilyevich Panfilov (tiếng Nga: Иван Васильевич Панфилов; 1 tháng 1 [lịch cũ 20 tháng 12 năm 1892] năm 1893 - 18 tháng 11 năm 1941) là một tướng lĩnh Hồng quân Liên Xô và là Anh hùng Liên Xô, được biết đến với vai trò chỉ huy Sư đoàn Súng trường 316 trong chiến dịch bảo vệ Moskva tại Chiến tranh Vệ quốc vĩ đại.

## Tiểu sử

### Thiếu thời
Panfilov sinh năm 1893 (1892 theo lịch cũ) tại làng Petrovsk. Sau khi mẹ qua đời năm 1904, ông buộc phải nghỉ học và bắt đầu làm việc trong một cửa hàng địa phương khi mới 12 tuổi. Cha của ông cũng mất sau đó vào năm 1912.
Năm 1915, trong Thế chiến thứ nhất, Panfilov được biên chế vào Quân đội Đế quốc Nga và đóng quân trong Trung đoàn bộ binh 638 Olpinsk. Sau đó, ông được chuyển đến Mặt trận Tây Nam, nơi ông được thăng cấp trung sĩ. Trong năm 1917, sau Cách mạng Tháng Hai, Panfilov được các đồng đội bầu làm thành viên Xô viết Trung đoàn.

### Nội chiến
Sau Cách mạng Tháng Mười và bắt đầu Nội chiến Nga, Panfilov tình nguyện gia nhập Hồng quân non trẻ năm 1918, nơi ông đóng quân với tư cách là chỉ huy trung đội trong Sư đoàn Súng trường 25 dưới sự chỉ huy của Vasily Chapayev. Vào tháng 3 năm 1919, sư đoàn được cử đến Ural để đối đầu với đội quân Bạch vệ Cossack do Aleksandr Dutov, một thuộc hạ của Đô đốc Aleksandr Kolchak, chỉ huy. Vào mùa thu, trung đoàn của Panfilov được chuyển đến thành phố phía nam Tsaritsyn, tham gia trận chiến chống lại lực lượng của Anton Denikin. Trong chiến dịch, Panfilov bị mắc bệnh sốt phát ban và phải sơ tán về hậu phương.
Tháng 4 năm 1920, sau khi bình phục, ông tình nguyện tái ngũ. Ông được bổ nhiệm làm chỉ huy trung đội của Trung đoàn bộ binh 100 và chiến đấu trong Chiến tranh Ba Lan-Nga, gia nhập Đảng Cộng sản Nga (bolshevik) vào tháng 9 (số đảng viên: 0291274). Vì những thể hiện của mình trong trận chiến, Panfilov đã được trao tặng Huân chương Cờ đỏ vào năm 1921.
Sau đó, Panfilov gia nhập Tiểu đoàn biên giới số 183 ở Ukraina và tham gia các hoạt động chống nổi dậy của các thổ phỉ ở địa phương. Tháng 11 năm 1921, ông nhập học Trường Bộ binh Sergey Kamenev ở Kiev. Cùng năm, ông kết hôn với Maria Kolomietz, người mà ông có năm người con: bốn con gái - Valentina, Evgenia, Galina và Maya - và một con trai, Vladlen. Sau khi tốt nghiệp vào tháng 9 năm 1923, ông được bổ nhiệm vào Trung đoàn 52 Bộ binh Yaroslavl với cấp bậc Đại đội trưởng.

### Trung Á

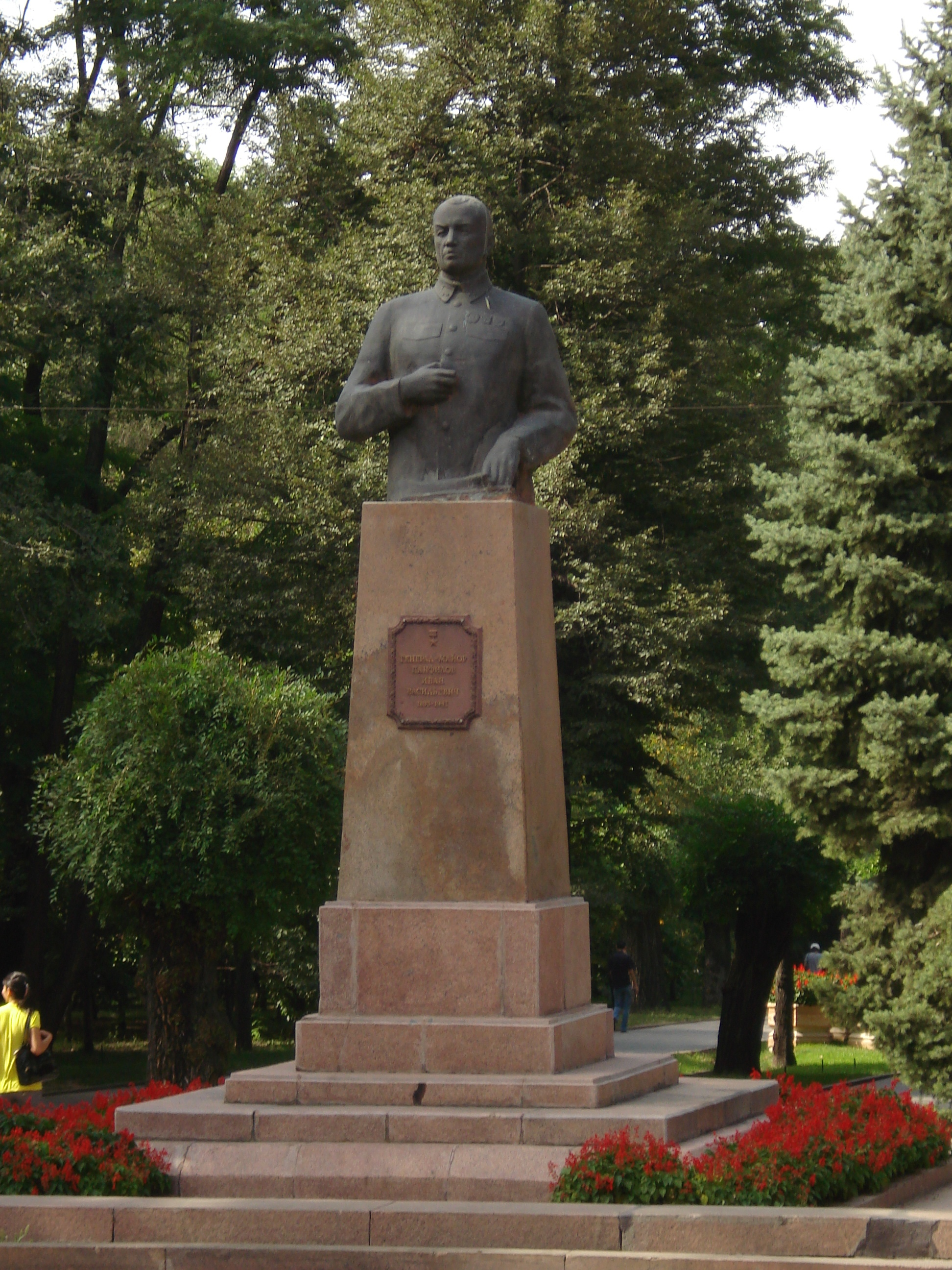
Bức tượng bán thân của Panfilov ở Almaty.

Tháng 3 năm 1924, Panfilov tình nguyện tham gia chiến dịch chống nổi loạn Basmachi và được điều đến Quân khu Turkestan. Tháng 4, ông được trao quyền chỉ huy một đại đội thuộc Trung đoàn Súng trường Turkestan số 1. Vào tháng 10, ông được chuyển đến làm hiệu trưởng trường trung đoàn. Vào tháng 8 năm 1925, ông được trở lại thực địa và sau đó chỉ huy một tiền đồn ở dãy núi Pamir. Tháng 4 năm 1928, ông được thăng cấp chỉ huy trung đoàn, một chức vụ mà ông giữ trong ba năm. Sự tham gia của ông trong việc dập tắt cuộc nổi loạn Basmachi đã mang lại cho ông Huân chương Cờ đỏ thứ hai, được trao tặng vào năm 1929.
Tháng 6 năm 1931 Panfilov được bổ nhiệm làm chỉ huy Tiểu đoàn Súng trường Độc lập số 8. Tháng 12 năm 1932, ông được điều động về chỉ huy Trung đoàn Bộ binh Sơn cước số 9 Cờ đỏ. Từ năm 1935, Panfilov phục vụ trong vai trò một huấn luyện viên tại Học viện Quân sự Cờ đỏ Vladimir Lenin ở Tashkent. Tháng 9 năm 1937, ông được bổ nhiệm làm Tham mưu trưởng Quân khu Trung Á. Vào tháng 10 năm 1938, ông được bổ nhiệm làm ủy viên quân sự tại Cộng hòa Xã hội chủ nghĩa Xô viết Kirghizia, và được thăng cấp lên Lữ đoàn trưởng (kombrig) vào ngày 26 tháng 1 năm 1939. Ngày 4 tháng 6 năm 1940, ông nhận được quân hàm Thiếu tướng.
Sau khi Đức xâm lược Liên Xô vào ngày 22 tháng 6 năm 1941, Panfilov bắt đầu huy động lực lượng dự bị để gửi ra mặt trận. Ngày 12 tháng 7, ông được bổ nhiệm làm chỉ huy Sư đoàn Súng trường 316, một đơn vị mới được thành lập ở Alma Ata. Sư đoàn chủ yếu bao gồm những binh sĩ dự bị từ các nước Kazakhstan và Kyrgyzstan.

### Trận chiến Moskva
Ngày 27 tháng 8 năm 1941, sư đoàn của Panfilov đến Borovichi, gần Leningrad, và được biên chế vào Tập đoàn quân 52. Ngày 2 tháng 9, tập đoàn quân đưa vào lực lượng dự bị, dành một tháng huấn luyện bổ sung ở hậu phương.
Ngày 7 tháng 10, sau khi quân Đức bắt đầu Chiến dịch Typhoon, sư đoàn được điều đến khu vực Moskva, tập kết vào ngày 10. Sư đoàn đóng ở cánh trái của Tập đoàn quân 16 của tướng Konstantin Rokossovsky và có nhiệm vụ bảo vệ khu vực dài 41 km ở phía nam Volokolamsk, một phần của tuyến phòng thủ kiên cố Mojaisk.
Ngày 15 tháng 10, quân Đức tấn công vào dải phòng ngự của sư đoàn. Sau hai tuấn chiến đấu, tuy giữ được vị trí, nhưng sư đoàn của Panfilov dần bị hở sườn do các đơn vị bạn rút lui. Cùng với phần còn lại của Tập đoàn quân 16, sư đoàn rút lui về hướng Moskva. Dù bị thương vong nặng nề, sư đoàn 316 vẫn làm suy giảm đáng kể sức tấn công của quân Đức, giúp kéo dài thời gian chuẩn bị quý báu cho quân phòng thủ Moskva. Do đó, ngày 11 tháng 11, Panfilov được trao tặng Huân chương Cờ đỏ thứ 3 vì lòng dũng cảm cá nhân. Theo nhà sử học Richard Overy, tướng Georgy Zhukov đã từng nói với Panfilov, rằng ông sẽ bị bắn nếu rút lui.

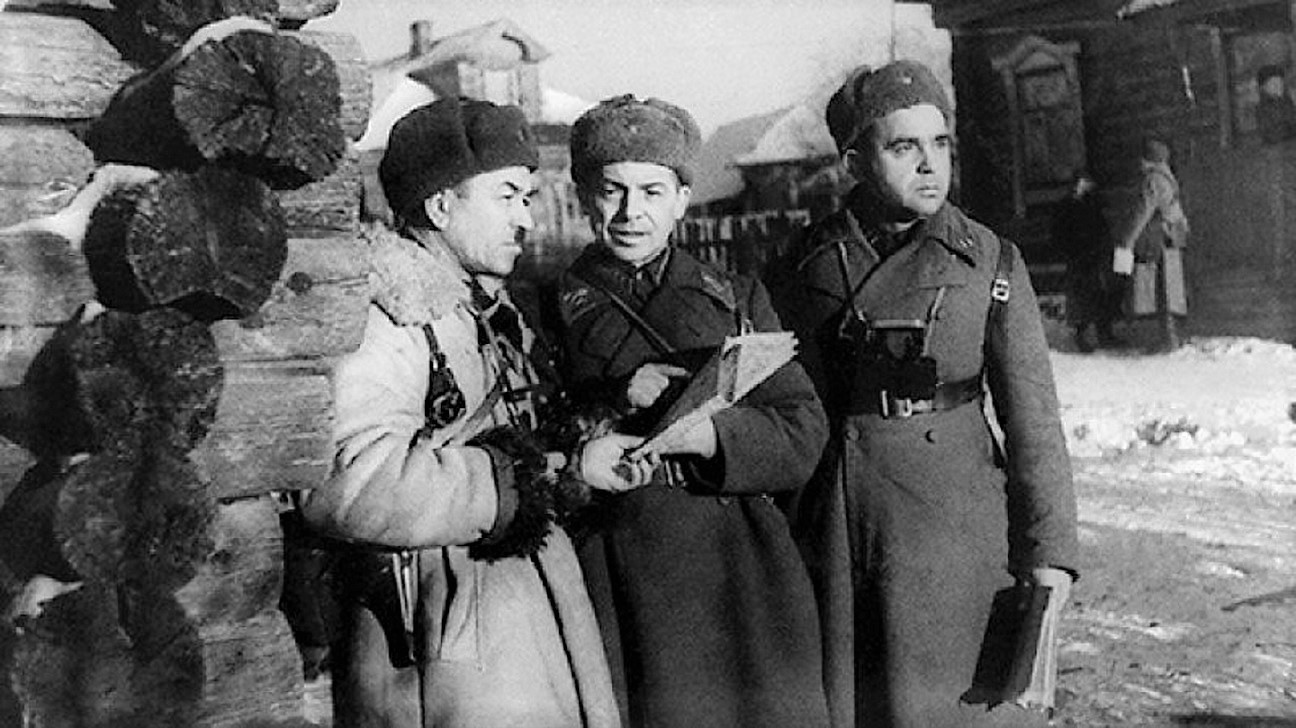
Tư lệnh Sư đoàn súng trường cận vệ 8 (316), Thiếu tướng I.V. Panfilov (trái), Tham mưu trưởng Sư đoàn, Đại tá I.I. Serebryakov, và Chính ủy sư đoàn, Chính ủy cao cấp Tiểu đoàn S.A. Yegorov trong chuyến trinh sát tại làng Gusenevo. Bức ảnh cuối cùng của tướng Ivan Panfilov. 18/11/1941. Ảnh. M. Kalashnikova.

Tuyến phòng thủ mới của sư đoàn 316 ở gần làng Dubosekovo, cuối cùng cũng bị quân Đức chiếm được vào ngày 15–16 tháng 11. Báo chí Liên Xô sau đó đã đưa tin, vào ngày 16, 28 sĩ quan và binh sĩ thuộc trung đoàn 1075 của sư đoàn đã tiêu diệt 18 xe tăng Đức và chiến đấu đến người cuối cùng, một huyền thoại mà đến năm 1948 đã được xác định là có phần phóng đại. Việc quân Đức chiếm được tuyến phòng thủ của sư đoàn 316 đã làm hở sườn tập đoán quân Rokossovsky, buộc Stavka phải tung vào trận đơn vị dự bị là Sư đoàn súng trường 78 Siberi. Tuy sư đoàn 78 cũng chỉ cầm chân được quân Đức chỉ có 3 ngay, nhưng cũng đủ để làm chậm thêm bước tiến của quân Đức, và thời tiết khắc nghiệt là bổ sung nốt những phần còn lại.
Vào ngày 17 tháng 11, Ủy viên nhân dân Quốc phòng đã thông qua nghị định cho phép Sư đoàn 316 được mang danh hiệu Cận vệ và đổi tên thành Sư đoàn Súng trường Cận vệ 8. Ngày 18 tháng 11, một nhóm phóng viên đến thăm sở chỉ huy của Panfilov ở làng Guseniovo, và thông báo cho ông về danh hiệu danh dự này. Trong khi ông thông báo sơ lược với các nhà báo, họ đã bị tấn công bằng một loạt súng cối. Panfilov bị tử thương do một mảnh đạn, đúng vào ngày sắc lệnh của Dân ủy Quốc phòng có hiệu lực.

## Di sản
Ngày 23 tháng 11, Sư đoàn súng trường cận vệ 8 đã được trao tặng huân chương Panfilovskaya để vinh danh người chỉ huy đã hy sinh của nó, và những người lính của nó từ đó được gọi là "Người của Panfilov" (Panfilovtsy). Sư đoàn đã tham gia vào cuộc phản công của Hồng quân khiến các đơn vị Wehrmacht phải rút lùi xa Moskva trong tháng 12. Sư đoàn đã kết thúc Thế chiến thứ hai ở Latvia, là một phần của lực lượng bao vây quân Đức ở Courland.
Ngày 12 tháng 4 năm 1942, Panfilow được truy tặng danh hiệu Anh hùng Liên Xô. Vị tướng được an táng tại Nghĩa trang Novodevichy cùng với hai Anh hùng khác của Liên Xô, Lev Dovator và Viktor Talalikhin.

### Văn chương
Nhân vật của Panfilov đã được công nhận thông qua bộ ba cuốn sách của tác giả Alexander Bek, mô tả cuộc chiến xung quanh Moskva qua con mắt của Baurzhan Momyshuly, sĩ quan Kazakhstan phục vụ dưới quyền Panfilov trong Sư đoàn 316. Các cuốn sách - Xa lộ Volokolamsk, Vài ngày, và Quân dự bị của tướng Panfilov - đã được phổ biến ở cả Liên Xô và nước ngoài. Đặc biệt, Xa lộ Volokolamsk có ảnh hưởng rộng rãi trong Lực lượng Phòng vệ Israel, Lực lượng Vũ trang Cách mạng Cuba, Giải phóng quân Nhân dân Trung Quốc và Quân đội Nhân dân Quốc gia Đức.
Momyshuly sau đó đã chuyển sang viết văn sau chiến tranh, và thảo luận về các trận chiến gần Volokolamsk trong một số tác phẩm, như Moskva ở sau lưng chúng ta và Vị tướng của chúng ta, Ivan Panfilov.

### Danh sách các địa điểm được đặt theo tên của Ivan Panfilov

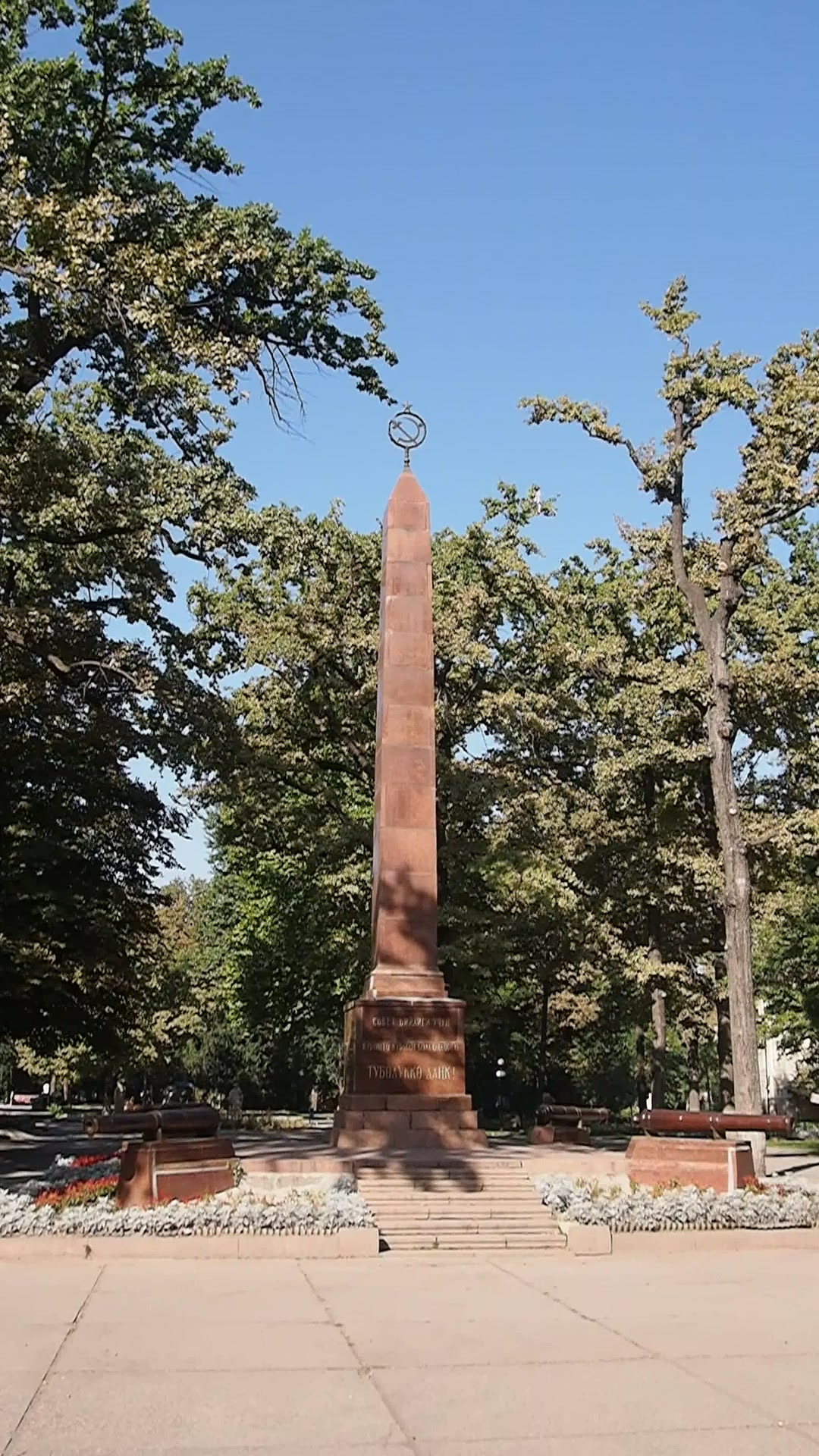
Công viên Panfilov, Bishkek

- Phố Geroyev Panfilovtsev ở khu phố Severnoye Tushino, Moskva.
- Đỉnh Panfilov, đỉnh núi cao 4300 mét trên dãy núi Kyrgyz Thiên Sơn.[13]
- Huyện Panfilov ở tỉnh Almaty của Kazakhstan.
- Huyện Panfilov ở tỉnh Chuy của Kyrgyzstan.
- Công viên Panfilov ở Bishkek, Kyrgyzstan.
- Công viên Panfilov ở Almaty, Kazakhstan.
- Thành phố Zharkent được gọi là "Panfilov" từ năm 1942 đến năm 1991.
- Panfilov Prospekt, một nhánh của đường cao tốc Leningradskoye ở Zelenograd, Moskva.
- Phố Panfilov ở Zelenograd, Moskva.
- Phố Panfilov ở khu phố Sokol, Moskva và ga Panfilovskaya thuộc Vành đai Trung tâm Moskva.
- Phố Panfilov ở Volokolamsk.
- Phố Panfilov ở Nakhabino, Quận Krasnogorsky.
- Phố Panfilov ở quận Krasnogvardeysky, Saint Petersburg.
- Phố Panfilov ở Perm.
- Phố Panfilov ở Saransk.
- Phố Panfilov ở Taganrog.
- Phố Panfilov ở Almaty.
- Phố Panfilov ở Nur-Sultan.
- Phố Panfilov ở Bishkek
- Phố Panfilov ở Lutsk.
- Phố Panfilov ở Dnipropetrovsk.
- Phố Panfilov ở Lipetsk.
- Phố Panfilov ở Barnaul.
- Phố Panfilov ở Saratov.[14]

### Chân dung trên các phương tiện truyền thông
Ivan Panfilov đã được miêu tả bởi các diễn viên sau trong các tác phẩm điện ảnh và truyền hình: 
- Vsevolod Sanaev trong bộ phim Moskva ở sau lưng chúng ta năm 1968.[15]
- Georgi Burkov trong loạt phim truyền hình năm 1984 Xa lộ Volokolamsk.[16]
- Konstantin Stepnakov trong bộ phim Cuộc chiến ở Moskva năm 1985.